# Marcin Wasilewski (musicien)
Pour les articles homonymes, voir Marcin Wasilewski.
Marcin Wasilewski est un pianiste de jazz polonais né en 1975.
En 1990, Wasilewski fonde le Simple Acoustic trio avec Slawomir Kurkiewicz à la contrebasse et Michal Miskiewicz à la batterie. Ils sont remarqués par le trompettiste Tomasz Stańko qui les intègre dans un quartet avec lequel ils enregistrent Soul of Things (ECM, 2001), Suspended Night (ECM, 2003) et Lontano (ECM, 2005).
En 2005, le trio sort son premier disque sur le label ECM, simplement intitulé Trio. L'album est très bien accueilli par la critique. Marcin contribue aussi au disque de Manu Katché Neighbourhood avec Tomasz Stańko, Jan Garbarek et Slawomir Kurkiewicz.
En 2008, le trio sort son deuxième disque, January, et prend à cette occasion le nom du pianiste : Marcin Wasilewski trio. L'album reçoit d'excellentes critiques,, même si certains trouvent l'album assez inégal, parfois ennuyeux. L'album est aussi un succès commercial, se classant à la 10e position dans le hit-parade jazz en Allemagne. 
Le répertoire du trio est constitué d'improvisations cosignées à trois et de reprises de thèmes populaires (Hyperballad de Björk, Diamonds and Pearls de Prince, Cinema Paradiso d'Ennio Morricone), quelques compositions de musiciens de jazz contemporains (Carla Bley, Gary Peacock), ainsi que des compositions de Wasilewski.
Ce dernier reconnait avoir été très marqué par Keith Jarrett durant son éducation musicale, et ce pianiste est resté pour lui une grande source d'inspiration,.

## Discographie
Simple Acoustic Trio
- Habanera (Not Two, 2000)
- Lullaby for Rosemary (Not Two, 2001)

Marcin Wasilewski Trio
- Trio (ECM, 2004)
- January (ECM, 2008)
- Faithful (ECM, 2011)
- Spark Of Life (ECM, 2014)
- Live (ECM, 2018)
- Arctic Riff (ECM, 2020), avec Joe Lovano
- En attendant (ECM, 2021)

Collaborations
- Neighbourhood  (ECM, 2005), album de Manu Katché
- Playground  (ECM, 2008), album de Manu Katché